# Avions Voisin
Avions Voisin – marka nowoczesnych, luksusowych, francuskich samochodów osobowych konstrukcji Gabriela Voisina, wytwarzanych w latach 1919–1939.

## Historia i konstrukcje
Gabriel Voisin (1880–1973) był pionierem lotnictwa i przedsiębiorcą, który porzucił budowę samolotów po traumie wywołanej skutkami użycia jego najnowszych maszyn podczas I wojny światowej i zajął się produkcją samochodów. Od dziecka zafascynowany mechaniką, studiował wzornictwo przemysłowe w akademiach sztuk pięknych w Lyonie i Paryżu, co niewątpliwie wpłynęło na urodę jego konstrukcji, a zwłaszcza samochodów.

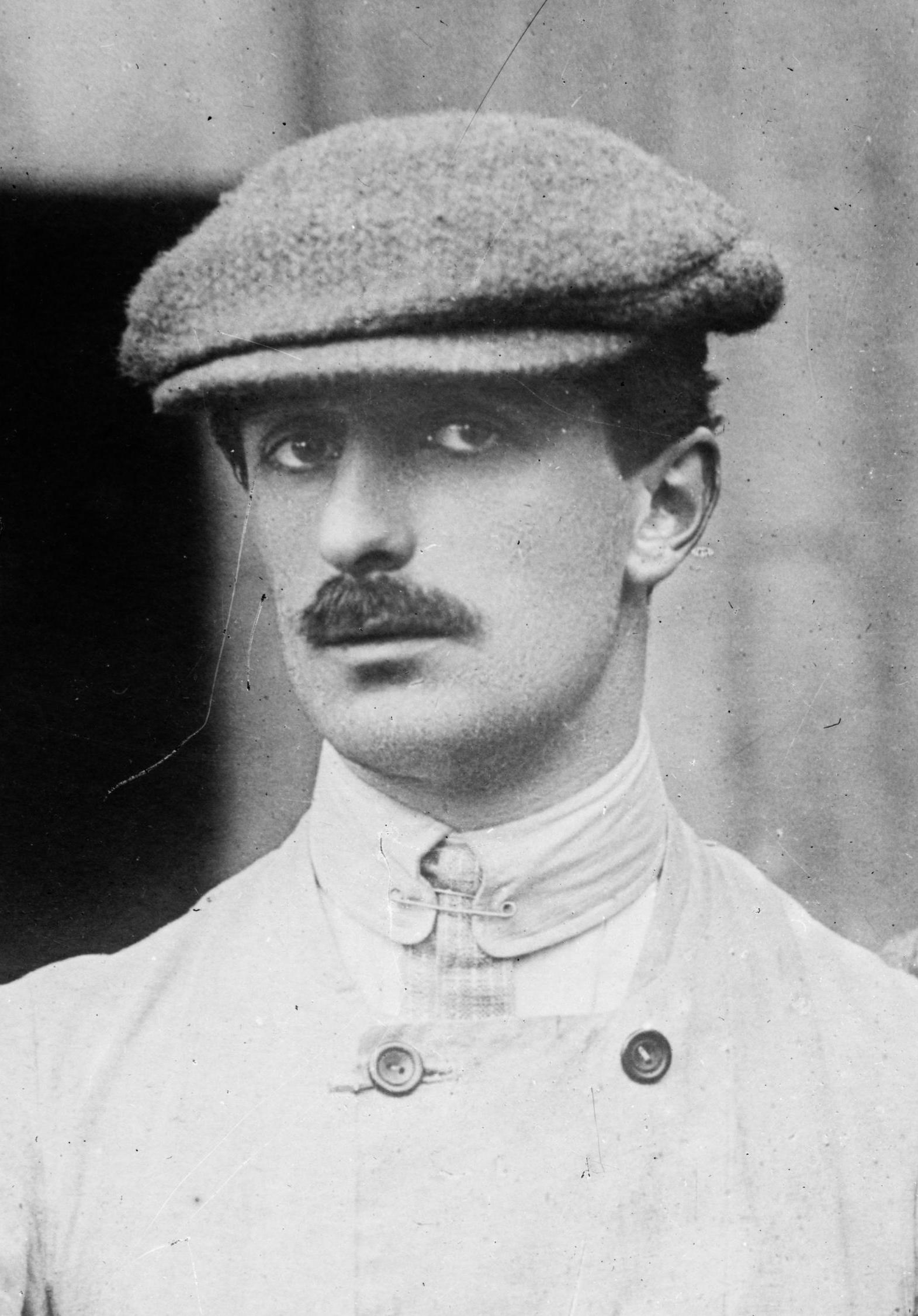
Gabriel Voisin

Ich budowę rozpoczął w 1919 w  Issy-les-Moulineaux, miejscowości położonej na przedmieściach Paryża. Auta Avions Voisin wyróżniały się nie tylko piękną, oryginalną sylwetką, ale również nowoczesnością konstrukcji opartej m.in. na zastosowanych w szerokim zakresie stopach metali lekkich, a zwłaszcza aluminium. W samochodach (z wyjątkiem ostatnich egzemplarzy) montowano wyłącznie silniki czterosuwowe z rozrządem Knighta. Gabriel Voisin sygnował prawie wszystkie modele literą „C”, chcąc w ten sposób upamiętnić swojego brata Charlesa, który zginął w wypadku samochodowym.
Następcą budowanych w latach 1919–1921 modeli C1 i C2 był C3, wyposażony w czterolitrowy silnik o wysokim stopniu sprężania i mocy 109/140 kW/KM. Voisin zaoferował 500000 franków każdemu, kto zbuduje silnik tej klasy o lepszych osiągach. Nikt jednak nie podjął wyzwania. Podjął je sam Voisin, choć w innej kategorii, model C4 bowiem poprawił rekord prędkości przejazdu trasy Paryż-Mediolan, należący wcześniej do słynnego pociągu Orient Express. Natomiast największą popularnością u nabywców cieszył się wytwarzany w 1937 Avions Voisin V12LL z dwunastocylindrowym silnikiem o poj. 5,9l. Zbudowano 34 egzemplarze tego modelu. 
Najbardziej nowatorskim spośród wczesnych projektów Voisina był prototyp o nazwie: „Laboratoire”, który w 1923 zdobył Grand Prix dla najlepszego samochodu. W aucie jako jednym z pierwszych na świecie zastosowano nadwozie samonośne i do tego aluminiowe, a także mały wiatrak na chłodnicy, pracujący z pompą wodną. 
„Racjonalne” nadwozia, których oryginalną stylistykę  Voisin wypracował wspólnie z André Noel-Noelem, cechowała „lekkość, zaokrąglone linie, centralne rozmieszczenie masy i duże bagażniki”. Na wygląd karoserii i wnętrz modeli z lat 30. duży wpływ miał styl art déco. Samochody te ponadto charakteryzowało bardzo niskie zawieszenie. Jeszcze jednym elementem wyróżniającym późniejsze auta Voisina stały się pręty usztywniające nadwozie. Były przykręcane do grzbietu przednich błotników i obudowy chłodnicy po obu stronach emblematu firmy - wzniesionych pionowo skrzydeł.
Na początku lat 30. Voisin zaczął się borykać z trudnościami finansowymi i musiał zwolnić kilku projektantów. Jednym z nich był  André Lefèbvre, młody, bardzo zdolny inżynier-konstruktor, którego zarekomendował Louisowi Renault. Lefèbvre jednak w rezultacie trafił do Citroëna, gdzie następnie kierował projektowaniem tak słynnych modeli firmy jak Traction Avant, 2CV i DS., wykorzystując przy tym wiedzę oraz idee przejęte od Voisina.
Samochody Avions Voisin cieszyły się doskonałą renomą, ale ze względu na wysoką cenę grono ich użytkowników było ograniczone. Do tej nielicznej grupy należeli m.in. prezydenci Francji i Argentyny, architekt modernizmu Le Corbusier (zakupił samochód Voisin C7 Lumineuse w 1926), sułtan Maroka, Król Serbów, Chorwatów i Słoweńców oraz książęta Grecji i Syjamu. Cena wytwarzanego w latach 1934–1937 egzemplarza C25 Aérodyne (zbudowano 7) wynosiła 88000 fr. Jak wielka to była suma uzmysławiają ceny innych ówczesnych aut: Bugatti 57 – 70000 fr., a Citroën Traction 11 Légère – 22000 fr.

## Nieprzemijająca sława
W 2002 na dorocznej imprezie charytatywnej, Concours d'Elegance, organizowanej dla zwolenników zabytkowych pojazdów w kalifornijskiej miejscowości Pebble Beach, dwumiejscowy kabriolet Avions Voisin C15 ETS Saloit z 1934 zdobył pierwszą nagrodę.
Dwa różne, pochodzące z 1936 egzemplarze Avions Voisin C30 (z sześciocylindrowym silnikiem Grahama o poj. 3,5l), wzięły udział w wartkiej akcji dwóch słynnych filmów: Sahara (2005) i Indiana Jones i Królestwo Kryształowej Czaszki (2008). Pierwszy z nich powstał na podstawie, zatytułowanej tak samo jak film, sensacyjno-przygodowej powieści Clive’a Cusslera, w której samochód Avions Voisin również odgrywa niepoślednią rolę. W posiadaniu pisarza znajduje się wspaniale zachowany, czterodrzwiowy, różowy C28.
Od kilku lat mówi się o reaktywacji marki i wznowieniu produkcji. Inwestorzy holenderscy zamierzali przedstawić w 2011 sportową limuzynę Avions Voisin A-JT, do premiery auta jednak nie doszło.

## Galeria

Voisin C3 – 1919
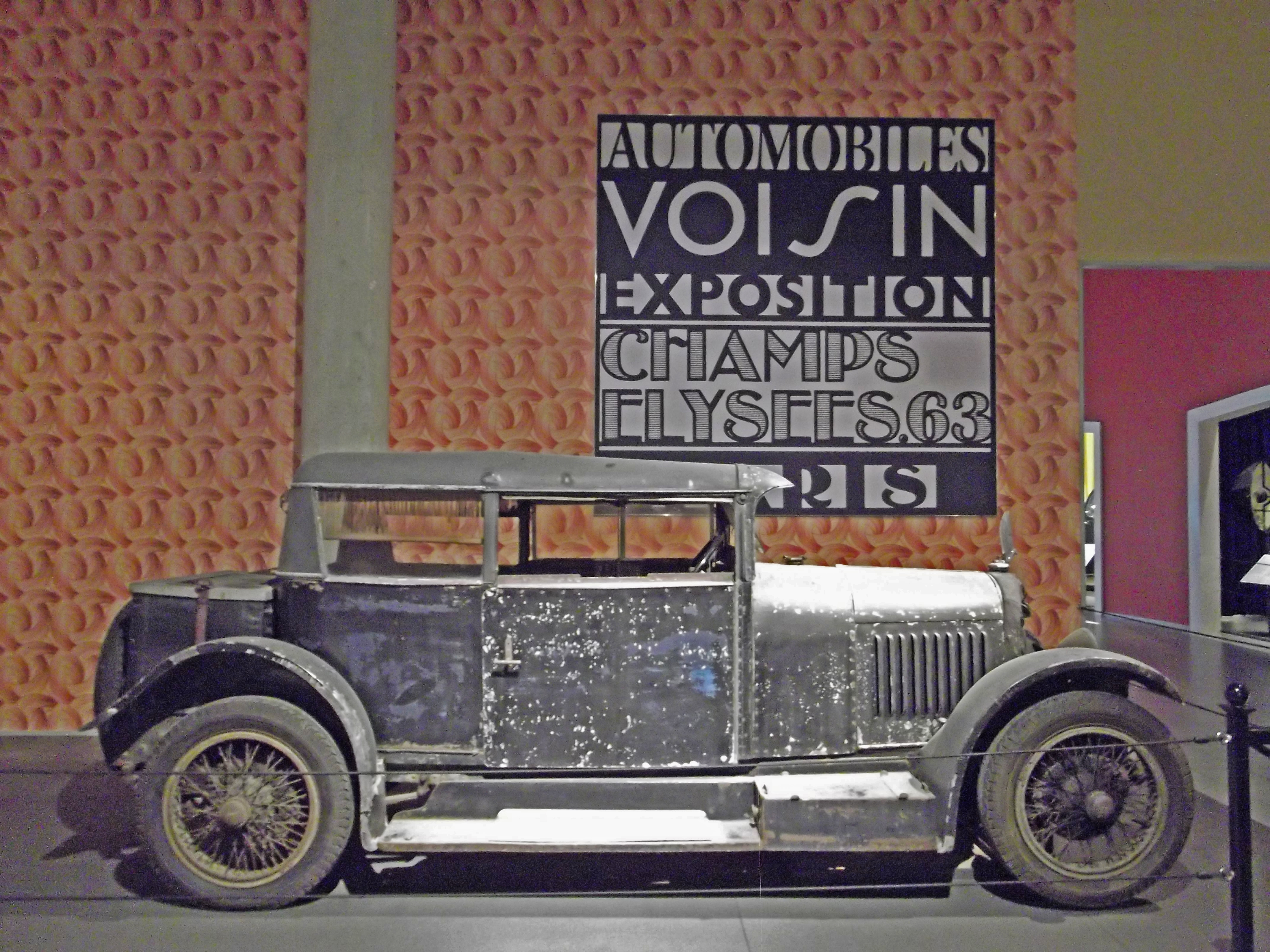
Voisin C7 Lumineuse - 1925
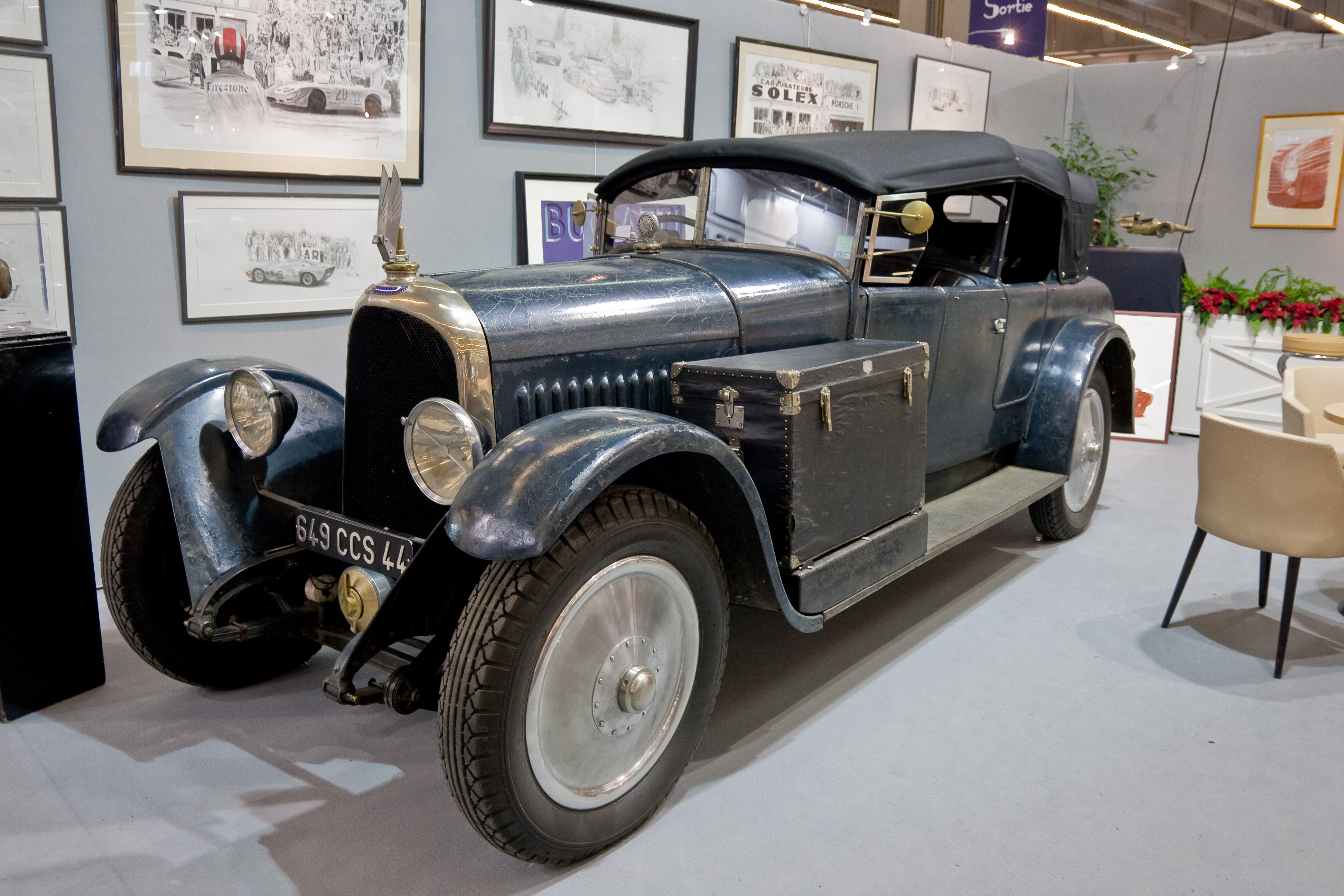
Voisin C11 – 1927
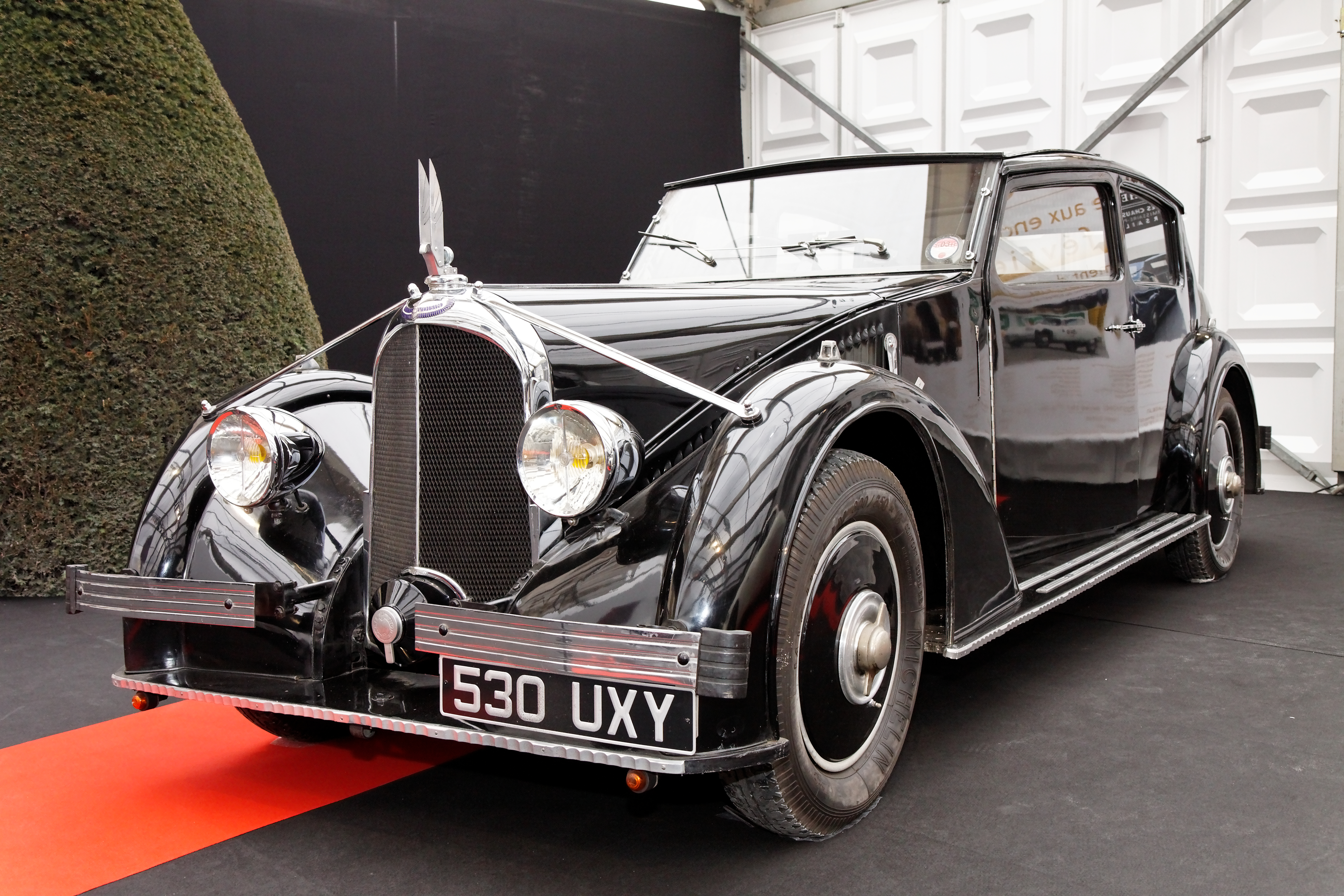
Voisin C25 Cimier – 1935
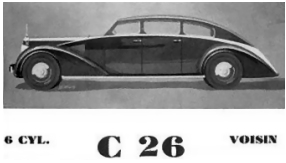
Katalogowe zdjęcie modelu Aérisée
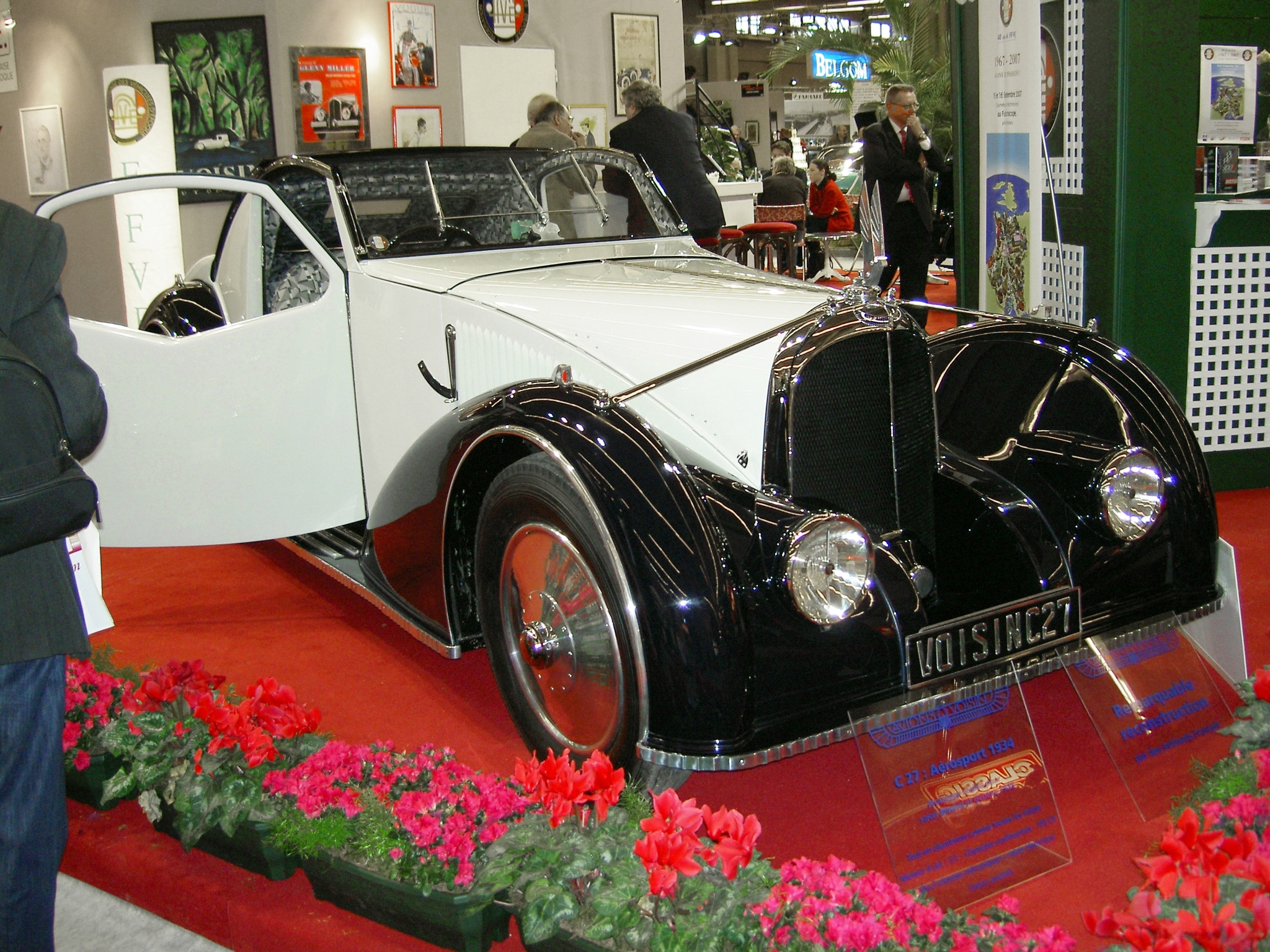
Voisin C27 Aérosport – 1934
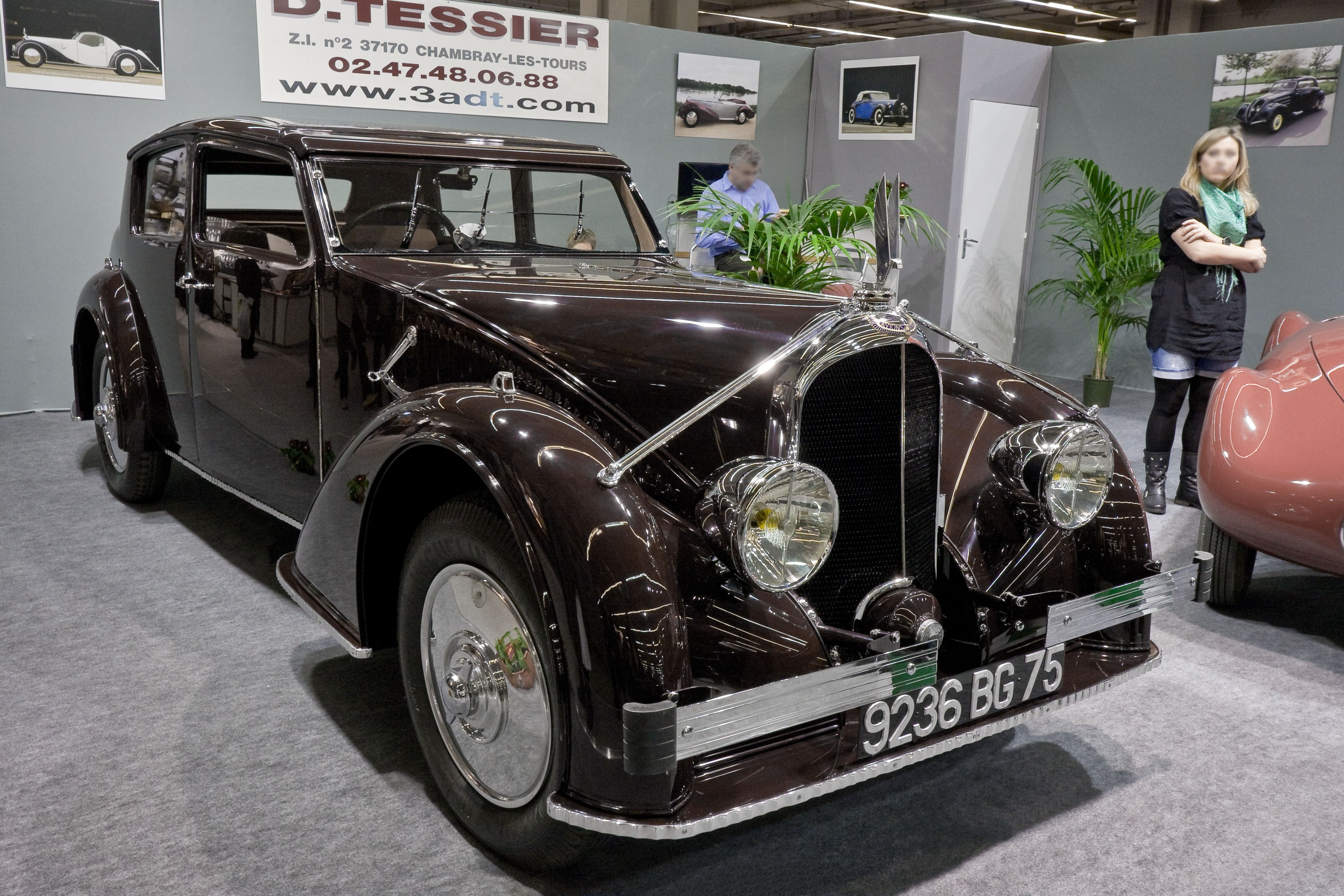
Voisin C28 – 1936